# Филип Уорън Андерсън
Филип Уорън Андерсън (на английски: Philip Warren Anderson) е американски физик, носител на Нобелова награда за физика за 1977 г., присъдена му за „изследвания на електричните структури на материята и неподредените системи“. Известен е с работите върху локализацията на Андерсън, антиферомагнетизма и свръхпроводимостта при високи температури.

## Биография
Роден е на 13 декември 1923 година в Индианаполис, Индиана. През 1940 г. постъпва в Харвард, където започва следването си по физика, а по-късно, през 1949 г., защитава и докторска дисертация.
От 1949 до 1984 г. работи в областта на физиката на кондензираната материя. Тогава той открива т.нар. Локализация на Андерсън, Хамилтониана на Андерсън, описващ поведението на електрони в преходни метали и механизма на Андерсън-Хигс за „даването“ на маса на елементарните частици.
От 1967 до 1984 г. Андерсън е професор в Кеймбридж. През 1977 г. е награден с Нобеловата награда по физика. Професор в Принстън.